# Access Liberty
L'Access Liberty è una barca a vela da regata, la cui classe è riconosciuta dalla International Sailing Federation.

## Descrizione
È la più lunga tra le imbarcazioni Access con i suoi 3,60 metri.